# Liste de musées en Pologne
Pour les autres articles nationaux ou selon les autres juridictions, voir Liste des musées par pays.
Cet article présente une liste non exhaustive de musées en Pologne, classés par voïvodie puis par ville.

## Basse-Silésie
- Musée du cuivre à Legnica
- Musée de la Bataille de Legnica à Legnickie Pole
- Musée de l’histoire à Lubin
- Arsenal municipal de Wrocław
- Musée national de Wrocław
- Centre des Sciences et des Arts – la Vieille Mine à Wałbrzych
- Musée de la fabrication du papier de Duszniki-Zdrój

## Couïavie-Poméranie
- Parc ethnographique de la région de Dobrzyń et de Couïavie à Kłóbka
- Musée ethnographique à Włocławek

## Lublin
- Musée en plein air du chemin de fer forestier à Janów Lubelski
- Palais Kozlowka
- Musée régional de Janów Lubelski
- Musée national de Majdanek

## Mazovie
- Musée Witold-Gombrowicz (Wsola)
- Maison natale de Frédéric Chopin

### Varsovie
Environ 100 musées existent à Varsovie dont :
- Centre des Sciences Copernic
- Collection d'art du Château Royal
- Maison de la rencontre avec l'Histoire
- Musée archéologique national de Varsovie
- Musée de l'Armée polonaise
- Musée des chemins de fer de Varsovie
- Musée Chopin
- Musée géologique national de Varsovie
- Musée de l'évolution de l'Académie des sciences de Pologne
- Musée de la Terre de l’Académie Polonaise des Sciences
- Musée du ghetto de Varsovie (ouverture prévue en 2023)
- Musée de l'Histoire des Juifs polonais
- Musée de l'histoire de Varsovie
- Musée de l'Indépendance
- Musée de l'Insurrection de Varsovie
- Musée Maria Skłodowska-Curie
- Musée de la motorisation
- Musée de la technique et de l'industrie
- Musée national d'ethnographie
- Musée national de Varsovie
- Musée de l'archidiocèse de Varsovie

## Petite-Pologne
- Musée national Auschwitz-Birkenau à Oświęcim

### Cracovie
En tout, plus de 40 musées différents cohabitent dans Cracovie dont:
- Collections d'art d'État du château du Wawel
- Musée archéologique de Cracovie
- Musée Czartoryski
- Musée d'art contemporain de Cracovie
- Musée de l'aviation polonaise
- Musée national de Cracovie
- Musée d'art polonais du XIXe siècle
- Collegium Maius, musée de l'Université Jagiellon
- Musée de l'histoire de la ville de Cracovie
- Musée des transports en commun de Cracovie
- Musée de géologie de Cracovie
- Musée d'histoire de naturel de Cracovie
- Musée de l'histoire de la pharmacie
- Musée d'art japonais de Cracovie
- Musée de la Résistance Armia Krajowa
- Palais d'Erazm Ciolek
- Maison de Jan Matejko
- Maison de Jozef Mehoffer
- Musée Oskar Schindler
- Musée de numismatique polonaise

## Poméranie
- Musée-parc ethnographique des Cachoubes, à Wdzydze Kiszewskie
- Musée de la technique militaire GRYF à Dąbrówka
- Musée Volkswagen à Pepowo
- Musée du chemin de fer de Kościerzyna
- Musée de la défense côtière

### Gdańsk
- Musée national à Gdańsk
- Sołdek (navire-musée)
- Cour d'Artus
- Musée archéologique
- Musée du jouet
- Musée maritime national de Gdańsk
  - Centre de conservation des épaves de bateaux
  - Musée de la Vistule
- Musée de la Seconde Guerre mondiale de Gdańsk
- Centre de la solidarité européenne

### Gdynia
- Musée de la marine de guerre de Gdynia
- Musée de l'automobile de Gdynia
- Musée de l'émigration de Gdynia
- ORP Błyskawica (navire-musée)
- ORP Batory (navire-musée)
- Dar Pomorza (navire-musée)

### Hel
- Musée de la défense côtière

### Kołobrzeg
- Musée des armes polonaises
  - ORP Fala (navire-musée)
  - ORP Władysławowo (navire-musée)

### Kościerzyna
- Musée du chemin de fer

### Pelplin
- Musée diocésain

### Tczew
- Centre de conservation des épaves de bateaux
- Musée de la Vistule

## Autres villes
- Musée de Bielsko-Biała
- Musée d'Elbląg
- Château de Niedzica
- Château de Gliwice
- Château de Kórnik
- Château royal de Poznan
- Musée national de Poznań
  - Château de Rogalin
  - Château de Gołuchów
- Musée archéologique de Poznań (pl)
- MV Kuna (navire-musée)